# Dobra muzyka, ładne życie
Dobra muzyka, ładne życie – debiutancki album studyjny polskiego zespołu hip-hopowego Rasmentalism. Wydawnictwo ukazało się 26 lutego 2008 roku jako nielegal.
23 kwietnia 2010 roku ukazało się wznowienie płyty wydane ponownie przez sam zespół. Drugie wznowienie ukazało się 23 maja 2012 roku z okazji koncertu formacji, który odbył się 20 kwietnia tego samego roku w warszawskim klubie 55.
11 stycznia 2013 roku nakładem wytwórni muzycznej Asfalt Records ukazało się wznowienie nagrań. Wydawnictwo zostało zremiksowanie i zremasterowane przez Mikołaja „Noona” Bugajaka znanego m.in. z występów w zespole Grammatik. Jako materiał dodatkowy do albumu została dołączona płyta z remiksami.

## Lista utworów
Opracowano na podstawie materiału źródłowego.
1. „Nie wracam” (scratche: DJ Emesde) – 2:07[A]
2. „Witaj w domu” (gościnnie: Jupik, Jahdeck, scratche: DJ Emesde) – 3:48
3. „Tenis bistro” – 2:27
4. „Mentbit” (scratche: DJ Positive) – 2:13
5. „Bity sieka” – 2:26
6. „Podeszwy” – 3:04[B]
7. „Pierwszy i ostatni raz” (gościnnie: Diset, scratche: DJ Emesde) – 3:54[C]
8. „Nie słuchasz” – 2:13
9. „Tichuana” (scratche: DJ Positive) – 1:51[D]
10. „Bez zmian panie Waglewski” (gościnnie: Peerzet) – 2:45
11. „Taki dzień” (gościnnie: Fat Matthew, Rebels To The Grain) – 3:22
12. „Kupuj polskie rap płyty” (beatbox: Jahdeck) – 1:40
13. „Linia ognia” (gościnnie: Jot, Al-Fatnujah, scratche: DJ Positive) – 3:29
14. „Rodzinny biznes” – 1:59

| Reedycja 2013 |
| --- |
| CD 1 1. „Nie wracam” (scratche: DJ Emesde) – 2:07 2. „Witaj w domu” (gościnnie: Jupik, Jahdeck, scratche: DJ Emesde) – 3:48 3. „Tenis bistro” – 2:27 4. „Mentbit” (scratche: DJ Positive) – 2:13 5. „Bity sieka” – 2:26 6. „Podeszwy” – 3:04 7. „Pierwszy i ostatni raz” (gościnnie: Diset, scratche: DJ Emesde) – 3:54 8. „Nie słuchasz” – 2:13 9. „Tichuana” (scratche: DJ Positive) – 1:51 10. „Bez zmian panie Waglewski” (gościnnie: Peerzet) – 2:45 11. „Taki dzień” (gościnnie: Fat Matthew, Rebels To The Grain) – 3:22 12. „Kupuj polskie rap płyty” (beatbox: Jahdeck) – 1:40 13. „Linia ognia” (gościnnie: Jot, Al-Fatnujah, scratche: DJ Positive) – 3:29 14. „Rodzinny biznes” – 1:59 CD 2 1. „Nie wracam (Remix)” (produkcja: O.S.T.R.) – 1:48 2. „Witaj w domu (Envee Crib Remix)” (produkcja: Envee) – 3:31 3. „Podeszwy (Remix)” (produkcja: Spinache Remix) – 3:32 4. „Nie słuchasz (Remix)” (Kixnare Bumpin Reshape) – 2:34 5. „Pierwszy i ostatni raz (Remix)” (produkcja: MAUi WOWiE) – 3:51 6. „Boom Clap” (produkcja: Ment XXL) – 1:56 |

Notatki
- A^ Z wykorzystaniem sampli pochodzących z piosenki „Brother, Brother” w wykonaniu The Isley Brothers[7].
- B^ Z wykorzystaniem sampli pochodzących z piosenki „I Choose You” w wykonaniu Williego Hutcha[7].
- C^ Z wykorzystaniem sampli pochodzących z piosenki „Friends and Strangers” w wykonaniu Ronniego Lawsa[7].
- D^ Z wykorzystaniem sampli pochodzących z piosenki „High Tide” w wykonaniu Batteaux[7].